# Rachat d'actions par l'entreprise
En droit des sociétés, le rachat d'action peut survenir lorsqu'une société propose à ses actionnaires de leur racheter une part de leurs actions.
C'est un moyen de distribution de liquidité aux actionnaires alternatif aux dividendes.

## Droit canadien
Dans la Loi canadienne sur les sociétés par actions, les règles relatives au rachat d'actions sont prévues aux articles 34, 35  et 36  LCSA. Pour vérifier si une société a le droit d'effectuer le rachat d'actions, les dispositions prévoient deux types de calculs par rapport aux données du bilan comptable : un test de solvabilité et différents tests comptables qui sont établis en fonction des motifs possibles du rachat d'actions.
Dans la Loi sur les sociétés par actions du Québec, un test de solvabilité pour le rachat d'actions est prévu à l'art. 95 LSA  et un test comptable est prévu à l'art. 96 LSA.

## Droit français
En droit français, une offre publique de rachat d’actions (OPRA) est une offre publique faite par une entreprise à ses actionnaires de racheter une partie (10 % maximum par an en France) des actions pour les annuler. C'est une opération de rachat d'actions par l'entreprise. Concrètement, l'entreprise verse aux actionnaires le montant correspondant aux actions rachetées.
Ce rachat n'est parfois proposé qu'à certains actionnaires, ceux-ci ayant alors moins de pouvoir et d'intérêts financiers dans l'entreprise. Cependant, ce rachat d'une fraction des actions est le plus souvent offert à tous les actionnaires, auquel cas, ils conservent tous les mêmes pouvoirs et intérêts financiers tout en ayant reçu le montant de ce rachat.

## Statistiques
Aux États-Unis, les entreprises membres du S&P 500 ont approuvé des programmes de rachats d'actions d'un montant total de 1 260 milliards $, dont plus de 1 000 milliards $ ont été réalisés, contre 881 milliards $ en 2021. Depuis les années 1980, les sociétés américaines ont eu tendance à privilégier les rachats d'actions au détriment des dividendes, en raison notamment d'une fiscalité plus avantageuse. En janvier 2023, Chevron a annoncé des rachats d'actions de 75 milliards $ et Meta (ex-Facebook) de 1 000 milliards $. Le président Joe Biden a exhorté la Chambre des représentants à relever le taux d'imposition de ces rachats de 1 % à 4 %.
En Europe, les rachats d'actions par les principales sociétés ont quasiment doublé en 2022 : 161 milliards € contre 84 milliards € en 2021. Ils ont doublé en Allemagne à 18,4 milliards € et sextuplé en Italie à 8,7 milliards € ; le Royaume-Uni a enregistré un nouveau record historique à 60 milliards €. En France, le total des rachats d'actions des sociétés du SBF 120 a atteint 27,2 milliards € contre 28,7 milliards € en 2021, année marquée par une opération exceptionnelle : le rachat par L'Oréal pour près de 9 milliards € d'un bloc d'actions détenu par Nestlé ; la moyenne annuelle entre 2011 et 2020 était d'environ 10 milliards €. Les plus gros rachats de 2022 ont été effectués par TotalEnergies (7,4 milliards €), AXA (2,9 milliards €) et ArcelorMittal (2,8 milliards €).
En 2023, les rachats d'actions se sont élevés à 1.110 milliards de dollars dans le monde, en recul de 14 % ; cette baisse concerne seulement les États-Unis, et en particulier Apple, Microsoft et Meta. Apple a racheté 77,6 milliards de dollars pour racheter ses propres titres en 2023, ce qui représente 10 % des montants de rachats à Wall Street. 45 entreprises ont réuni la moitié des dépenses mondiales. En France, BNP Paribas et TotalEnergies ont été responsables de plus de la moitié des rachats d'actions, avec plus de 9 milliards de dollars chacune pour un total de 33 milliards.